# Épeugney
Épeugney é uma comuna francesa na região administrativa de Borgonha-Franco-Condado, no departamento de Doubs. Estende-se por uma área de 13,95 km². Em 2010 a comuna tinha 592 habitantes (densidade: 42,4 hab./km²).